# Línea 16 de TMB
La línea 16 fue una línea regular de autobús urbano de la ciudad de Barcelona, gestionada por la empresa TMB. Hacía su recorrido entre la plaza de Cataluña y el Pº Manuel Girona, con una frecuencia en hora punta de 10-11min.
Esta línea fue suprimida el 15 de septiembre de 2014 debido a la introducción de la línea V15 de la Red Ortogonal de Autobuses.

## Horarios
| 16         | Primer servicio A: Pg. Manuel Girona | Primer servicio A: Pl. Cataluña | Último servicio A: Pg. Manuel Girona | Último servicio A: Pl. Cataluña |
| Laborables | 06:00                                | 06:30                           | 22:30                                | 22:45                           |
| Sábados    | 07:00                                | 07:30                           | 22:30                                | 22:45                           |
| Festivos   | 08:00                                | 08:30                           | 22:30                                | 22:45                           |

## Recorrido
- De Pl. Cataluña a Pg. Manuel Girona por: Pº de Gracia, Av. Diagonal, Vía Augusta, Balmes, Ronda General Mitre, Pº de Manuel Girona.

- De Pg. Manuel Girona a Pl. Cataluña por: Doctor Ferran, Ronda General Mitre, Balmes, Pelayo, Pl. Cataluña.

## Otros datos
| Prestación                   | Disponibilidad en la línea |
| ---------------------------- | -------------------------- |
| Adaptada a                   | Sí                         |
| TMB iBus (tiempo de espera ) | Sí                         |
| Pantallas informativas       | Sí                         |
| Línea de tránsito rápido     | No                         |
| Circula en días festivos     | Sí                         |